# جالاهاد
السير جالاهاد هو شخصية خيالية وفارس شجاع من اسطورة فرسان المائدة المستديرة وهو واحد ممن حققوا الكأس المقدسة. وهو من أشهر النبلاء واكثرهم تذوقاً للفن. وهو الولد الغير شرعي للسير لانسلوت. يظهر اسم جالاهاد في البداية في حكايات الكتاب المقدس المكتوب باللاتينية، وهو مجموعة من النثر - الفرنسي الرومانسي المنسوب إلى العهد الآرثري الذي بدأ حوالي عام 1215م.

## المائدة المستديرة
هي أسطورة إنجليزية تحكي عن مجموعة من الفرسان الشجعان كانوا يجتمعون حول مائدة مستديرة للتشاور حول جميع الامور العسكرية ولاتخاذ موقف موحد حولها زمن الملك آرثر.

## الكأس المقدسة في الكتابات الآرثرية
كان البحث عن الكأس المقدسة أهم مغامرات فرسان الملك آرثر الخيالية، وكان هناك مقعد مخصص لمن يعثر على الكأس يدعى المقعد الخطير وهذا كان من إمارات نهاية مملكة آرثر حيث ما إن يتم شغل هذا المقعد حتى تكتمل الدائرة. وكثرت القصص عنها حتى أن بعضها قد يتناقض مع الآخر.